# Fear, uncertainty and doubt
Fear, uncertainty and doubt (Por, incertesa i dubte), normalment escurçat com FUD i traduït alternativament com a «incertesa davant la por i desinformació», és una estratègia de desinformació utilitzada en vendes, màrqueting, relacions públiques, política, cultes, i propaganda. És una expressió amb la qual es qualifica a una determinada estratègia per tal d'influir en la percepció mitjançant la difusió d'informació negativa i dubtosa, esbiaixada o falsa, i una manifestació de l'apel·lació a la por.
Mentre que la frase data almenys de principis del segle xx, l'ús generalitzat de la desinformació relacionada amb les indústries de programari, hardware i tecnologia va aparèixer en la dècada de 1970 per descriure la desinformació en la indústria del hardware, i des de llavors s'ha utilitzat de manera més àmplia, especialment en política i en màrqueting.

## Definició
El terme va aparèixer ja en la dècada de 1920. Una formulació similar «dubtes, pors i incerteses» es remunta a 1965. El 1975, el terme apareixia abreujat com FUD en contextos de màrqueting, vendes i relacions públiques.
El terme FUD va ser utilitzat per primera vegada amb el seu significat per Gene Amdahl, el 1975, en relació amb la tecnologia actual, després de deixar IBM per fundar la seva pròpia companyia, Amdahl Corp: "FUD és la por, la incertesa i el dubte que el personal de vendes d'IBM infon en clients potencials que podrien estar considerant els productes Amdahl". El terme també s'ha atribuït al veterà analista informàtic Ulrich Weil de Morgan Stanley. Aquest ús de FUD per descriure la desinformació en la indústria de hardware d'ordinadors es diu que ha portat a la popularització subsegüent del terme.
Com Eric S. Raymond va escriure: «La idea, és clar, era persuadir els compradors perquè es decantessin per equips d'IBM en lloc de per equips de la competència. Aquesta coerció implícita es realitzava tradicionalment prometent que li succeirien coses bones a la gent que es quedés amb IBM, però ombres negres planaven sobre el futur dels equips o programari de la competència. A partir del 1991, el terme s'ha generalitzat per referir-se a qualsevol tipus de desinformació utilitzada com a arma competitiva».